# Прелесненська волость
Прелесненська волость — адміністративно-територіальна одиниця Ізюмського повіту Харківської губернії з центром у селі Прелесне.
Станом на 1885 рік складалася з 3 поселень, 4 сільських громад. Населення — 2774 особи (1436 чоловічої статі та 1338 — жіночої), 395 дворових господарства.
|                     | Площа, десятин | У тому числі орної, дес. |
| ------------------- | -------------- | ------------------------ |
| Сільських громад    | 1965           | 982                      |
| Приватної власності | 10316          | 1257                     |
| Іншої власності     | 240            | 186                      |
| Загалом             | 12521          | 2425                     |

Основне поселення волості:
- Прелесне (Бантишева) — колишнє власницьке село при річці Сухий Торець за 38 верст від повітового міста, 1185 осіб, 166 дворів, православна церква, школа. За 2 версти — залізнична станція.
- Привілля — колишнє власницьке село при річці Торець, 1114 осіб, 180 дворів, православна церква, 3 ярмарки на рік.